# Unione Sindacale Italiana
Unione Sindacale Italiana (USI) – włoski związek zawodowy historycznie o profilu anarchosyndykalistycznym, obecnie odwołujący się do samorządności pracowniczej, syndykalizmu, socjalizmu wolnościowego oraz federalizmu.

## Historia
USI zostało założone w 1912, po tym jak grupa robotników, wcześniej związanych z Confederazione Generale del Lavoro (CGL), spotkała się w Modenie i zadeklarowała swoje przywiązanie do dziedzictwa Pierwszej Międzynarodówki.
USI w krótkim czasie zaczął angażować się we wszystkie główne polityczne spory o prawa pracownicze – jednocześnie nigdy nie przyjmując postawy militarystycznej obecnej w innych związkach zawodowych. Jednak po wybuchu I wojny światowej związkiem wstrząsnął spór wokół kwestii włoskiej interwencji w konflikt po stronie sił Ententy. Problem zaostrzyła obecność w organizacji prointerwencyjnych, narodowo-syndykalistycznych głosów: Alceste De Ambris, Filippo Corridoni i początkowo Giuseppe Di Vittorio. Związkowi udało się utrzymać sprzeciw wobec militaryzmu pod przywództwem Armando Borghiego i Alberto Meschiego.

### Reżim faszystowski i II wojna światowa
Kiedy wojna się skończyła, USI osiągnął szczyt liczebny. W tym czasie dołączył do Międzynarodowego Stowarzyszenia Pracowników (IWA-AIT) stając się znanym jako USI-AIT. Związek był jednym z głównych przeciwników Benito Mussoliniego i faszystowskiego reżimu. Jego członkowie toczyli uliczne walki z czarnymi koszulami, czego kulminacją były zamieszki w Parmie w sierpniu 1922, kiedy USI-AIT zmierzyło się z Italo Balbo i jego Arditi.
USI-AIT został zakazany przez Mussoliniego w 1926, ale wznowił swoją działalność w ukryciu i na wygnaniu. Jego członkowie walczyli przeciwko siłom Francisco Franco podczas hiszpańskiej wojnie domowej, u boku Krajowej Konfederacji Pracy (CNT) i Iberyjskiej Federacji Anarchistycznej (FAI), i brali udział w hiszpańskiej rewolucji. Po II wojnie światowej i proklamowaniu Republiki Włoskiej byli członkowie związku postąpili zgodnie z wytycznymi Włoskiej Federacji Anarchistycznej, która wzywała do stworzenia jednolitego ruchu, i przystąpili do Włoskiej Powszechnej Konfederacji Pracy (CGIL).

## Współcześnie
Po 1950 zaczęto odbudowywać związek, niemniej jednak grupa ta była marginalna i obecna tylko w niektórych regionach Włoch do lat 60. XX wieku. Dopiero w 1983 odbył się zjazd, który w pełni reaktywował działalność związku pod nazwą USI-AIT. Natomiast organizacja w 2016 opuściła Międzynarodowe Stowarzyszenie Pracowników, a w 2018 razem z innymi związkami (m.in. Krajową Konfederacją Pracy i Freie Arbeiterinnen- und Arbeiter-Union) założyła Międzynarodową Konfederację Pracy i zmieniła skrót swojej nazwy na USI-CIT (od hiszp. Confederation International de los Trabajadores).
Związek jest aktywny w wielu branżach, m.in. w szkołach, poczcie, a zwłaszcza w służbie zdrowia, gdzie posiada wiele komisji zakładowych. Lokalne grupy związku działają w całych Włoszech. USI wspiera też rozwój spółdzielni i promuje przemiany tego typu działalności w kierunku bezpośredniej kontroli pracowników.